# 大島味膳
大島 味膳/大嶋味膳（おおしま みぜん、文化14年（1817年）-没年不明）は幕末の日向国延岡藩士。明治時代初期の延岡士族。通称は味膳。明治5年（1872年）の太政官布告による戸籍登録名の一本化以降である明治10年（1877年）10月2日の『薩軍口述書』でも「大島味膳」。
幕末は延岡藩の重臣を勤め、西南戦争では延岡士族で鹿児島県宮崎支庁長である藁谷英孝の求めに応じて、塚本長民とともに西郷隆盛率いる西郷軍に呼応した党薩諸隊の一つである延岡隊を組織し、その軍事世話役となる。

## 生涯
延岡城下において出生。なお塚本長民の実弟である延岡隊小隊長の大島景保が養子に入った大島家との関係については『西南記伝』の小伝では言及がない。
内藤政義、内藤政義治下の延岡藩の重職についており、嘉永7年（1854年）刊行の出雲寺萬次郎蔵版の武鑑では延岡藩の用人に『大嶋味膳』が見え、延岡藩の家老と組頭、番頭が一括で『家老』の項目で掲載されている万延元年（1860年）刊行の須原屋茂兵衛蔵板の武鑑において、近藤主馬の下座に『大嶋味膳』とある。

### 西南戦争
明治維新後、延岡藩は廃藩置県により延岡県となり、美々津県を経て宮崎県となり、明治9年（1876年）8月21日に宮崎県は鹿児島県と合併・統合され、翌明治10年（1877年）には鹿児島県宮崎支庁長に旧延岡藩士の藁谷英孝が就任していた。一方で旧鹿児島城下では私学校党による同年1月29日の弾薬掠奪事件が起こり、2月3日には中原尚雄らからの西郷暗殺に関する「自白書」がとられる。
当時延岡城下にいた味膳は、明治10年（1877年）2月8日に元延岡藩少参事で延岡区長の塚本長民とともに宮崎支庁長で同郷の藁谷より西郷暗殺疑惑の発覚と西郷の出兵の目的、延岡からの出兵催促の書面を受け取り、翌日2月9日に大和田伝蔵を使いとして藁谷より、旧飫肥藩士による飫肥隊と旧佐土原藩士による佐土原隊の出発と再度の延岡からの出兵催促が伝えられる。
このため、味膳と塚本らはかつての宮崎県庁舎である宮崎支庁舎に出向いて、宮崎支庁に届いていた鹿児島県令大山綱良の書面を確認する。その後募兵を行い、塚本長民を頭取、司法省十六等出仕の大島景保を小隊長とする延岡隊を結成される。延岡隊は2月23日に熊本県へ出兵する一方、味膳は延岡隊の軍事世話役として延岡城下に滞在し、延岡隊の後方支援に従事する。3月下旬にこれまで西郷軍に対し協力的であった藁谷が方針を転換し、味膳らに鹿児島城下に兵を率いた勅使が到着したことと政府軍へ降伏すべき旨を伝える。このため前線で指揮をとる大島景保に臨機処分するべき旨を伝えている。
明治10年（1877年）5月には政府軍征討先鋒本部へ降伏帰順する方向になった延岡隊上層部だったが、鹿児島県での戦闘により鹿児島城下の政府軍征討先鋒本部に赴くことに失敗する。加えて延岡城下が野村忍介率いる西郷軍奇兵隊の出張本営が置かれ、軍務所と改名した宮崎支庁にも西郷軍本営が置かれ、さらに西郷軍奇兵隊が大分県での進軍に失敗したものの、延岡方面の政府軍の進軍を阻止し続けたために、西郷軍に引き続き協力することとなった。
このため、西郷軍が延岡で敗北し和田越に後退した明治10年（1877年）8月14日、味膳は塚本長民や池内成美、井上勝利ら5人で政府軍に降伏する。このほか、大島景保をはじめ延岡隊の主要人物は8月14日に軒並み降伏している。
同年10月2日に情状酌量により懲役10年のところ、懲役3年となる。